# Německá landrase
Německá landrase je plemeno prasete domácího vycházející z původního zušlechtěného německého zemského prasete, Deutsches veredeltes Landschwein, po změně plemenného typu na čistě masné plemeno. Je to středně velké prase s delším tělem a klopenýma ušima. Kůže i štětiny jsou bílé.